# Kasztrióta György albán fejedelem
Kasztrióta György, ismertebb nevén Szkander bég vagy Szkenderbég (albánul Gjergj Kastrioti, Skënderbeu; törökül İskender Bey, Gergi Kastriyota; olaszul Giorgio Castriota, Scanderbeg; 1403/1405/1412 ? – Lezha, 1468. január 17.) Albánia történelmének legkiemelkedőbb személyisége, 1443-tól haláláig Albánia fejedelme, az albánok legnagyobb nemzeti hőse, „Albánia Sárkánya”. Az általa szervezett fegyveres ellenállás és albán honvédő harc negyed évszázadon át, 1443 és 1468 között feltartóztatta a Nyugat-Balkánon terjeszkedő Oszmán Birodalmat. Hazájában a történelem során egyedülálló módon sikerült megteremtenie az összefogást, de a külső szövetségesek keresésében próbálkozásait nem kísérte szerencse: az európai monarchák és a Pápai állam jobbára csak ámították, de sohasem biztosítottak hathatós segítséget, sőt, egyesek ellene is fordultak. Szkander bég egyetlen szövetségese Hunyadi János volt, de kettejük vállalkozásait nem kísérte hadi szerencse: az albánok sem az 1444-es várnai csatába, sem az 1448-as második rigómezei csatába nem értek oda időben, amelyek Hunyadi vereségével végződtek. Szkander bég életének és hadi tetteinek krónikája a 15. századi történetíró, Marin Barleti munkájában maradt fenn (Historia de vita et gestis Scanderbegi Epirotarum principis, 1508–1510), de emlékezete hazájában mindmáig eleven és töretlen.

## A Kastrioti család
A Kastrioti vagy Kastriota (magyarosan Kasztrióta) család a Mat és Dibra közötti észak-albániai hegyvidéki területet birtokolta 1383-tól, Kostandin Kastrioti színre lépte óta. Fia, Gjergj a szerbek oldalán részt vett az 1389-es rigómezei csatában, 1392-ben pedig a velenceiek foglalták el a család székhelyét, Kruját. Gjergj 1395-ben visszafoglalta Kruját, s a következő években a velenceiekkel folytatott hadakozás kötötte le figyelmét, mígnem 1402-ben Durrësban megölték és lefejezték. Fia – egyúttal Kasztrióta György apja – Gjon Kastrioti 1407 és 1430 között kiterjesztette a család fennhatósága alá tartozó területet: Kruja környéke és a Mat–Dibra közötti vidék mellett a Kastriotiké lett délen Tirana, északon pedig Mirdita az Adriai-tengertől egészen Prizrenig. Az így kialakult Kastrioti-birtokot a 15. század elején olyan erős fellegvárak védték, mint a krujai, a petrelai, a petralbai, a stelusiumi és a sfetigradi. Gjon hadakozásai során időről időre összecsapott a törökökkel is, ebből három alkalommal vesztesen került ki a csatából, s birodalma mindannyiszor meggyengült.
1421-ben II. Murád szultán hadserege visszaverte Gjon csapatait egy ütközetben. A békekötés feltételéül a Kastriotik behódoltak a szultánnak, és éves adót tartoztak fizetni a Portának. Egyes feltételezések szerint ekkor került Gjon négy fia (köztük a gyermek György) túszként a szultán udvarába, annak biztosítékául, hogy az albán földesúr nem játssza ki az egyezséget. A fiúk apját, Gjon Kastriotit 1428-ban felkereste a velenceiek küldöttsége, hogy segítségét kérjék a törökökkel szemben Szalonikiért folytatott harcban. A fegyveres konfliktus 1430-ban zárult le a Porta győzelmével, s a szultán egyik első dolga a rebellis albán földesúr megbüntetése volt. Az oszmán sereg támadásai következtében Gjon Kastrioti egy kis hegyvidéki területre szorult vissza, s 1431-ben meg is halt (más források szerint 1437-ben). A családi sasfészekbe, Kruja várába Albánia szandzsákbégje, Ali Evrenozi költözött be, s 1431–1434 között innen intézte hivatali teendőit. Ezzel a nagy albán földesúri családok közül utolsóként a Kastriotik is behódoltak, s az elkövetkezendő időszakban a kisebb földesurak és nemzetségfők egymás után tettek hűségesküt a Portának, és egész Albánia az Oszmán Birodalom kezére került.

## Élete

### Születése és gyermekkora
Kasztrióta György születési helye és időpontja, valamint gyermekkorának fontosabb pontjai körül sok a bizonytalanság. A szakirodalomban legkorábbi valószínűsíthető születési dátumaként 1403 merül fel, s ezek szerint 1410-ben, azaz már hétévesen a szultáni udvarba került. A források jelentős része 1405-öt tartja Kasztrióta születési évének. A történettudomány szerint leginkább elfogadott, Jakob Philipp Fallmerayer német orientalista nevéhez köthető megközelítés szerint Kasztrióta 1412-ben született, és 1421-ben, kilencévesen került túszként az Edirnei udvarba. Ez utóbbi adatokat használják kiindulási pontként alapvető történeti munkák is. A fenti forrásokban Kasztrióta szülőhelyeként Kruja, Dibra és Kastriot egyaránt előfordul. Az utóbbi években internetes források pontos hivatkozás nélkül egyre gyakrabban jelölik meg Szkander bég pontos születési dátumaként és helyeként 1405. május 6-át, illetve Dibrát.
Akárhogy is történt, Gjon Kastrioti és a montenegrói származású Voisava Tripalda negyedik fiúgyermekeként (Reposh, Stanish és Kostandin után), keresztény családban látta meg a napvilágot; szüleiknek rajtuk kívül még öt leányuk is volt (Mara, Vlajka, Angjelina, Jella és Mamica). Kasztrióta György születésekor apja és a Kastrioti család még hatalma és befolyása csúcsán állt. Apja 1415-ben és 1423-ban is vereséget szenvedett a Portától, és György – még tizedik születésnapja előtt – három fivérével a szultán udvarába került túszként.

### Ifjúkora a Porta szolgálatában
Az Edirnei udvarban áttért az iszlám vallásra, felvette az İskender nevet, és kitűnő neveltetésben részesült a szultán katonaiskolájában. Egyfelől felkészítették leendő janicsáréletére, másfelől megtanult törökül, arabul, görögül és olaszul is. Felnőtté cseperedve, tizennyolc évesen belépett az Oszmán Birodalom hadseregébe. Csakhamar több kis-ázsiai és balkán-félszigeti hadszíntéren kitűnt vitézségével. II. Murád oszmán szultán tábornokává tette, egyúttal a bég címet adományozta Szkander bégnek, aki 1438-ig jobbára Albániában teljesített szolgálatot.

### A nemzeti ellenállás megszervezése
1443. november 3-án a niši csatában – amelyben végül Hunyadi János vereséget mért a törökre – a szultáni seregben harcoló Szkander bég meglepetésszerűen visszavonta csapatát a harcmezőről. Ezt követően – az így támadt zűrzavar közepette – azonnal felkereste a szultán mindenható titkárát, és erőszakkal kényszerítette egy fermán (parancs) kiadására. A pecsétes papír a szultán nevében meghagyta Kruja várnagyának, Szábel pasának, hogy a várat és a kormányzói tisztet Szkander bégnek átadja. A fermán birtokában seregével a családi sasfészek, Kruja vára alá indult, ahol a felmutatott okiratnak engedelmeskedve Szábel pasa ellenállás nélkül átengedte a hatalmat.

Albánia zászlaja

Kasztrióta birtokába ezzel a fortélyos csellel került vissza családi öröksége, a krujai fellegvár, amelynek fokára ekkor húzta fel a félholdas lobogó helyére a később Albánia nemzeti jelképévé váló, kétfejű sast ábrázoló vörös zászlót. Egy hónapon belül a négy legerősebb vár (Petrela, Petralba, Stelusium és Sfetigrad) kivételével visszaszerezte az apja, Gjon Kastrioti által évtizedekkel azelőtt meghódított területek, Kruja, Mat, Dibra és Mirdita feletti hatalmat. November 28-án hivatalosan is felvette az Albánia fejedelme címet, s újult erővel fogott a nemzeti ellenállás megszervezésébe. Küldötteket menesztett az albánlakta településekre, a nagyobb albán földesúri családokhoz, hogy felkelésre buzdítsa őket, a várakat felújíttatta és megerősíttette, illetve futárhálózatot épített ki, megelőzendő a törökök meglepetésszerű rajtaütését. Hamarosan újra hitet tett a kereszténység mellett, s 1443 karácsonyán megkereszteltette háza népét és harcostársait.
1444. március 2-án Kasztrióta hívó szavára tanácskozásra gyűltek össze az albán hadurak. Hogy a törzsek közötti viszálykodásoknak elejét vegye, egyúttal a gazdag kereskedőállam jóindulatát is megnyerje, az új fejedelem a velencei fennhatóság alatt álló északnyugat-albániai Lezha városába hívta össze a gyűlést. A törzs- és nemzetségfők mellett olyan nagy hatalmú földesúri családok képviselői jelentek meg, mint Gjergj Arianiti, Andrea Topia, Nikollë Dukagjini és Theodor Muzaka. A tanácskozás végeredményeként politikai egységbe ugyan nem szerveződtek, hűbéri viszonyba sem kerültek egymással a megjelent urak, de arra kötelezték magukat, hogy a Porta elleni harcban hadaikat egyesítik, és az esetlegesen elszenvedett támadásokban egymás segítségére lesznek. Szerveződésüknek az Arbériai Gyűlés (Kuvendi i Arbërit), ma ismertebb formájában a Lezhai Liga (Lidhja e Lezhës) elnevezést adták, s vezetőjéül Szkander béget választották. A liga így megszerveződött hadseregének létszáma 18 ezer harcosra rúgott (háromnegyedük Kasztrióta embere volt), s nagyjából egyenlő arányban gyalogos, illetve lovas katonákból állt. Emellett a vezér szervezett egy a saját közvetlen parancsnoksága alá tartozó, 2 ezer harcosból álló elit alakulatot is.

### Hadi sikerek II. Murád ellen

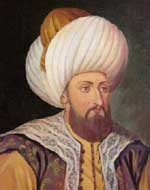
II. Murád

A belső összefogás megteremtése után Szkander bég külső támogatók, szövetségesek után nézett. A keresztény hit melletti kiállása 1443 karácsonyán és Lezha helyszínül választása 1444 márciusában nem volt minden politikai hátsó gondolat nélkül való: Kasztrióta jól látta, hogy a túlerőben lévő Portával szemben csakis egyfajta keresztény összefogással teremthető meg hatékony ellenállás. Emellett gondolnia kellett arra is, hogy II. Murád nem sokáig késlekedik a bosszúval, s hamarosan Albánia felé fordul a szultán serege, amely ellen 18 ezres haduk csak időleges sikereket érhet el. Így is történt: a büntetőhadjáratba küldött török had 1444 júniusában már albán területen volt. Június 29-én csaptak össze Librazhd és Pogradec között, a torviolli csatában, amelyben a Lezhai Liga szedett-vedett, kiképzetlen hadserege csúful megfutamította a túlerőben lévő törököket.
Európa monarchái elképedtek és támogatásukról biztosították a barbár keleti fejedelmet, IV. Jenő pápa hitet tett egy törökellenes keresztes hadjárat szervezése mellett, s folytak a tárgyalások egy albán–magyar koalíció létrehozásáról is Szkander és Hunyadi János között. A körvonalazódó keresztény összefogás láttán II. Murád sietve, még júliusban tízéves fegyverszünetet kötött a törökellenes háborút magára hagyottan vívó, de nagy hadiszerencsével sikert sikerre halmozó Hunyadi János Magyarországával. A magyar király, I. Ulászló azonban tanácsosa, Giuliano Cesarini bíboros tanácsára hallgatva megszegte a békét, és hat hét sem telt el a békekötés után, amikor szeptember 22-én a magyar sereg ismét dél felé vette az irányt. November 10-én a várnai csatában a magyarok döntő vereséget szenvedtek, s Hunyadi is fogságba esett. Mindebben szerepet játszott az is, hogy a Hunyadi megsegítésére induló Kasztriótát a szerb despota, Brankovics György csapatai feltartóztatták.
Az albánok így hát elveszítették legígéretesebb szövetségesüket, s éveken keresztül magukra maradtan harcoltak a bosszúszomjas Porta csapatai ellen. Kasztrióta három éven keresztül sikerrel verte vissza a törökök szüntelen támadásait, mígnem 1447-ben békekötésre került sor. E rövid békeidőszakban Szkander bég a nápolyi király, I. Alfonz segítségére sietett, s embereket küldött egy királyellenes felkelés leverésére. A hálás uralkodó földet ajánlott fel az albán katonáknak, akik közül többen kaptak is az alkalmon és letelepedtek Catanzaro vidékén és Szicíliában (ekkor alapították az első arberes településeket, például Piana degli Albanesit). Emellett további köszönetképpen zsoldosai közül mintegy százat bocsátott Szkander bég rendelkezésére.
Az albán törekvéseket kezdetben szimpátiával fogadta a Velencei Köztársaság is, mert úgy vélte, a biztonságát szolgálhatja egy az Oszmán Birodalom és a velencei fennhatóság alatt álló kikötővárosok közötti ütközőzóna. A hadi sikerek láttán azonban egyre inkább attól tartottak, hogy tengerparti városaikat most már az albánok fenyegetik. 1447-ben hadicsellel bevették Danja várát, majd a várat visszafoglalni igyekvő Kasztrióta fejére 100 dukátos vérdíjat tűztek ki. Miután az albánok Durrës városát is megtámadták, a velenceiek segítséget kértek a szultáni udvartól. A törökök felmentő serege azonban késlekedett, így végül a túlerőben lévő albánokkal szemben a várvédő velenceiek megadták magukat. 1448. október 4-én megkötötték a békét, amelynek értelmében 1400 dukátos éves adót tartoztak fizetni Danja vára után. II. Murád 80 ezres serege, noha már 1448 tavaszán Albánia területén harcolt, folyamatosan vesztes csatákat szenvedett el az albánoktól, és végül 18 hónapi hiábavaló küzdelem után 1449-ben szégyenszemre visszatért török földre.
A velenceiekkel és a törökökkel folytatott hadakozás árnyékában, alig pár nappal a velenceikkel megkötött béke után, 1448. október 17–19. között zajlott le a második rigómezei csata, amelynek során Hunyadi János döntő vereséget szenvedett el a töröktől. Az eredeti tervek szerint az egyesült albán–magyar hadsereget vezették volna a Porta ellen, de Brankovics György ismételt árulása következtében a törökök még a két sereg egyesülése előtt, Rigómezőnél meglepték Hunyadi seregét, és döntő vereséget mértek rá.

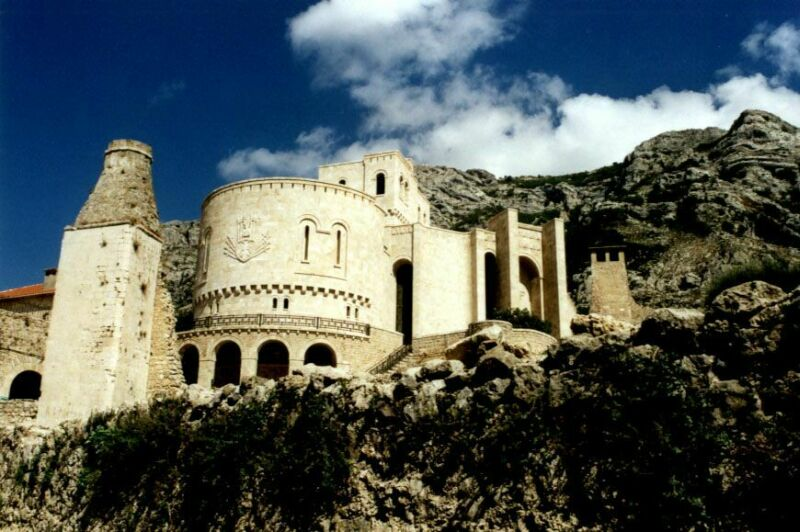
A krujai fellegvár napjainkban

1450 tavaszán Murád és fia, később II. Mehmed néven utóda, immár 100 ezres sereggel indult a krujai sasfészek alá, s május 14-én tábort is vertek a krujai hegyvidéken. Magát a fellegvárat 1500 albán védte, egy-egy 8 ezer fős portyázó sereg pedig kívülről zavarta és támadta az ostromló törököket. A törökök a korban félelmetes haditechnikát vonultattak fel, négy darab, hatalmas kőgolyókat kivető mozsárágyúval folyamatos tűz alatt tartották Kruját – mindhiába. Az ostrom egészen a késő októberi esőkig tartott (eközben velencei kereskedők látták el élelemmel és egyéb javakkal az ostromló sereget), amikor II. Murád és demoralizált serege elvonult Kruja alól, 20 ezer elesett törököt hagyva maga után. Az albánság és a kereszténység egyaránt hevesen ünnepelte Kasztrióta Györgyöt, udvari követek látogattak Kruja várába és mindenünnen felajánlások érkeztek az albán hadúrhoz. A lelkes ígérkezést azonban ezúttal sem követték tettek.
A beállt békeidőt Kasztrióta György családi élete felvirágoztatására használta ki, és 1451. április 26-án a krujai székesegyházban feleségül vette Gjergj Arianiti, az egyik albán hadúr huszonhárom éves, Donika (Andronika) nevű leányát. Házasságkötésüket követően bemutatkozó körutat tettek országukban. Házasságából egy fiú született, János (Gjon). Az, hogy a feleségétől vagy házasságon kívül még egy lánya is született volna, nem állítható bizonyossággal.

### Állóháború II. Mehmed ellen

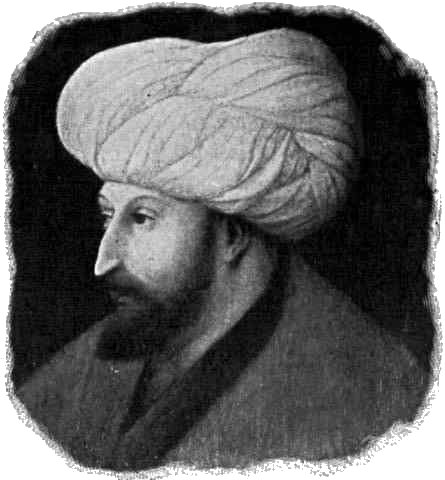
II. Mehmed szultán

A békés időszak 1455-ig tartott. II. Murád ekkor már halott volt, s fia, II. Mehmed cselhez, Szkander bég szövetségeseinek megvesztegetéséhez folyamodott, mert belátta, hogy katonai erővel nem képes térdre kényszeríteni az albán hadurat. Ennek következtében az egyik legkiválóbb albán tábornok, Moisi Dibrani is átállt az ellenséghez (jóllehet, egy évvel később ismét felajánlotta szolgálatait Szkander bégnek). 1456 tavaszán megszületett a fejedelem elsőszülött fia, Gjon. A hadúr addigi legközelebbi leszármazottja, unokaöccse, egyúttal tábornoka, Hamza Kastrioti hamar megértette, hogy elesett a fejedelmi cím megöröklésétől, így ő is dezertált és a szultán seregéhez csatlakozott. A csalódott Szkander bég komor hangulatára további árnyékot vetett szövetségese, Hunyadi János 1456. évi halála. Az elkövetkezendő években, 1457 és 1460 között öt csatában győzedelmeskedett a török sereg felett, végül 1461. április 27-én hároméves békét kötött a Portával, amelyben II. Mehmed Kasztrióta Györgyöt „Albánia királyának” ismerte el.
1461 őszén Kasztrióta 5 ezer kipróbált harcosa élén Itáliába utazott I. Ferdinánd nápolyi király megsegítésére, és a szicíliai Anjouk megfutamításában állt embereivel a királyi barát rendelkezésére. 1462 augusztusára sikerrel visszaverték a trónbitorlókat, s a hálás Ferdinánd életfogytiglani járadékot ajánlott fel Kasztriótának. Ezúttal is több albán katona telepedett le Itália déli részén, Taranto közelében. A pápa, II. Piusz egyenesen „Krisztus bajnokának” (athleta Christi) nevezte az albán nemest, és ígéretet tett arra, hogy keresztes hadjáratot szervez a török ellen, amelynek vezetésével Kasztriótát bízza meg. Emellett felvetette, hogy szívesen utazik személyesen is Krujába, hogy Albánia, Macedónia és Rumélia királyává koronázza Kasztrióta Györgyöt. A reménybeli király, Szkander bég azonban egyelőre visszatért hazájába, s még éppen idejében ahhoz, hogy megelőzze a Nápolyi Királyság ellenlábasa, a Velencei Köztársaság által felszított török szultán hitszegő támadását. Miután elérkezett a Portára annak a híre, hogy a sasfészek ura visszatért várába, a szultán lemondott a támadásról. Kisebb portyázó seregeiket az albánok visszaverték, s 1463-ban a törökök kezdeményezésére egy újabb, ezúttal tíz évre szóló békét kötöttek Üszkübben.
II. Piusz ígéretének megfelelő kezdeményezései, hogy keresztes hadjárat induljon a török ellen, rendre kudarcot vallottak. A királyi udvarok és kormányok visszautasították a részvételt, s a szultán is hasonlóképpen háríthatta el a pápa neki írt levelében felajánlott megkeresztelkedés lehetőséget. Végül Pal Engjëlli püspök közvetítésével a pápa rávette Kasztriótát az üszkübi béke felrúgására, aki 1463 novemberében elindult hada élén a török ellen. 1464. augusztus 14-én Ohridnál megsemmisítette Seremet bég 14 ezres seregét, majd sietve Krujába vonult, hogy felkészüljön a pápa és a keresztes sereg fogadására. Ehelyett egy futár érkezett, hogy hírül adja: II. Piusz éppen a győzedelmes ohridi csata napján, közvetlenül a kihajózás előtt Anconában meghalt. Halálával végleg füstbe ment a keresztes hadjárat terve.

### Halála

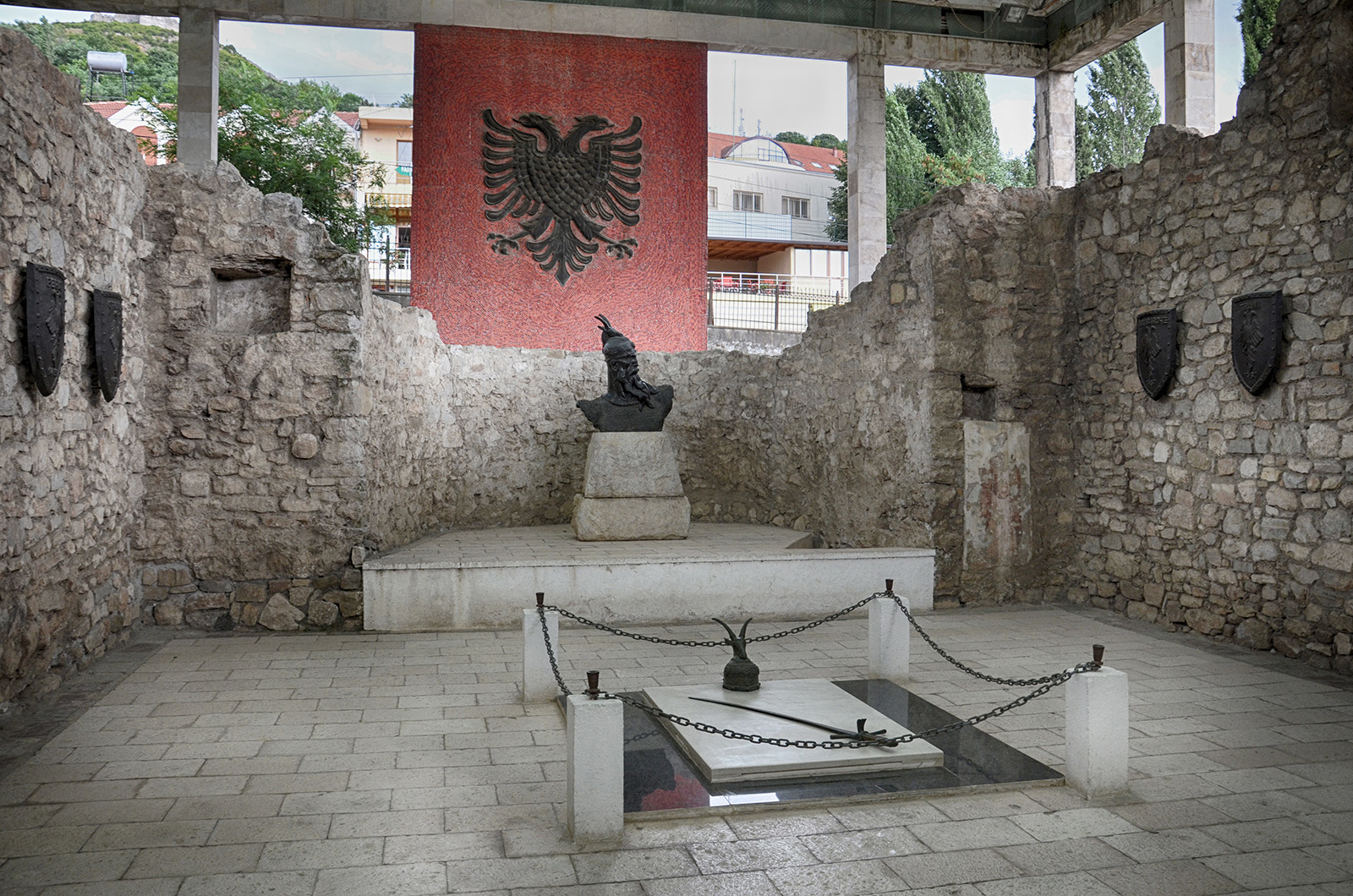
Szkander bég sírhelye Lezhában

1465-ben a hadi események felgyorsultak: öt hónap alatt öt ütközet zajlott le az albánok és a törökök között. Noha mindegyik az albánok győzelmével zárult, az óhatatlan veszteségek erőteljesen apasztották Kasztrióta seregét, s birodalma egyre gyengült. Végül II. Mehmed maga állt serege élére és 1466 júniusában újra Kruja vára alá vonult. Kasztrióta segítségért folyamodott a Velencei Köztársasághoz, a Nápolyi Királysághoz és a Pápai Államhoz, de mindössze egy a pápa, II. Pál által megáldott kardot és sisakot kapott válaszul. Ennek ellenére 1467 áprilisára megfutamította a jelentékeny veszteségeket elszenvedő törököket, s a szultáni sereg vezére, Balabán pasa is életét vesztette a csatatéren. Nem sokkal később Kasztrióta György már Lezha melletti táborában tervezte a török várvédők kiseprűzését négy albániai várból, amikor malárialázba esett. Hosszú haláltusa után, 1468. január 17-én halt meg, feltehetően ötvenhat esztendős korában, s testét a helyi Szent Miklós-székesegyházban helyezték örök nyugalomra. A templomot a törökök ugyan tíz év elteltével, 1478-ban lerombolták, Szkander bég lezhai sírhelye azóta is nemzeti emlékhely.
Szkander bég halálával az albán történelem legdicsőbb korszaka zárult le. Tizenkét éves fia, Gjon még nagyon fiatal volt a harchoz, és a Nápolyi Királyságban telepedett le. Az albánok összefogása meggyengült, tömegével vándoroltak ki Itáliába, és bár a Lezhai Liga, élén Lekë Dukagjinivel tovább harcolt, annak 1480-as halála után végképp széthulott, s Albánia közel négyszázötven évre török fennhatóság alá került. Mindezen időszak alatt Szkander bég alakja jelképezte az albánok egységét és erejét, s a 19. századi függetlenségi harc során az utódok nem csak jelképesen, de ténylegesen is Szkander bég zászlajának kibontásával adták meg a jelet a küzdelemre.

## Emlékezete

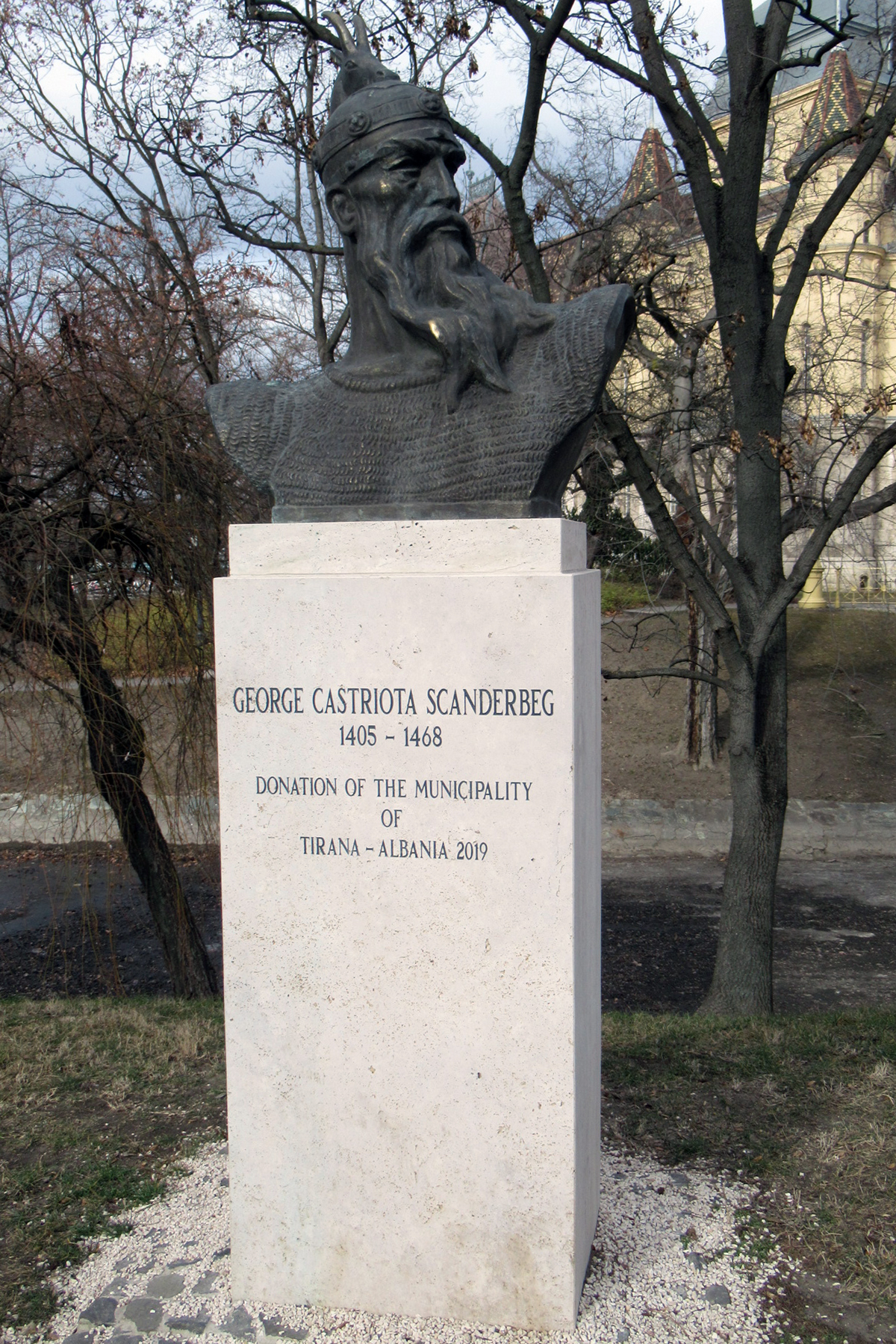
Szkander bég-mellszobor a Városligeti

Szkander bég az utókortól az Epiruszi Despotátus területén 1272-ben létrejött Albán Királyság uralkodói címét, az epiróták vagy az albánok királya címet nyerte el, és már sok korabeli forrásban is ekként hivatkoznak rá annak ellenére, hogy királyi címmel sohasem rendelkezett, csupán az albán törzseket egyesítette, és azok fejedelme lett. Uralma viszont akkora legitimációs erővel bírt, hogy még I. Zogu is Szkander bég sisakjával szerette volna törvényesíteni a hatalmát, és megkoronáztatni saját magát. A Zogu-ház tagjai is I. Zogu albán király édesanyja, Sadije Toptani anyakirályné révén a Kasztrióta-ház leszármazottjának vallják magukat Szkander bég nővére, Mamica révén. Az egyetlen bizonyítható leszármazási ág Szkander bégtől a dél-itáliai Sanseverino-házon keresztül vezet napjainkig. Szkander bég utódai ugyanis a Nápolyi Királyság területére menekültek a török megszállás miatt, és ott a San Pietro in Galatina hercegi címét nyerték el. Szkander bég dédunokája, Kasztrióta-Szkanderbég Irén San Pietro in Galatina hercegnője és az „albán királyi cím” örököse, Sanseverino Péter Antalhoz,  Bisignano hercegéhez ment feleségül. Az ő utódaik közül kerültek ki leányágon többek között Wittelsbach Erzsébet magyar királyné és a belga királyi ház ma élő tagjai is.
Életének és függetlenségi törekvéseinek állít emléket az 1982-ben megnyitott krujai Kasztrióta György Nemzeti Múzeum.